# Poursiugues-Boucoue
Poursiugues-Boucoue ist eine französische Gemeinde mit 184 Einwohnern (Stand 1. Januar 2022) im Département Pyrénées-Atlantiques in der Region Nouvelle-Aquitaine (vor 2016: Aquitanien). Die Gemeinde gehört zum Arrondissement Pau und zum Kanton Artix et Pays de Soubestre (bis 2015: Kanton Arzacq-Arraziguet).
Der Name in der gascognischen Sprache lautet Porsiuvas-Bocoa.

## Geographie
Poursiugues-Boucoue liegt ca. 35 km nördlich von Pau in der historischen Provinz Béarn an der nördlichen Grenze zum benachbarten Département Landes.
Umgeben wird Poursiugues-Boucoue von den Nachbargemeinden:
|                   | Pimbo (Landes)                              | Lauret (Landes)         |
| Arzacq-Arraziguet | Kompassrose, die auf Nachbargemeinden zeigt | Boueilh-Boueilho-Lasque |
|                   | Vignes                                      | Coublucq                |

Poursiugues-Boucoue liegt im Einzugsgebiet des Flusses Adour. Einer seiner Nebenflüsse, der Gabas, fließt an der Grenze zu den Nachbargemeinden Pimbo, Lauret und Boueilh-Boueilho-Lasque entlang. Der Louts, ein anderer Nebenfluss des Adour, fließt an der Grenze zur westlichen Nachbargemeinde Arzacq-Arraziguet.

## Geschichte
Zu Zeiten des Ancien Régimes gehörte Poursiugues zum Unterbezirk von Saint-Sever im heutigen Département Landes, bevor die Gemeinde mit der Neuordnung der Territorien zu Beginn der Französischen Revolution mit der Gründung des Départements Basses-Pyrénées dem Béarn zugeordnet wurde. Die Gemeinden Poursiugues und Boucoue haben sich am 11. Juni 1841 zur Gemeinde Poursiugues-Boucoue zusammengeschlossen.
Toponyme und Erwähnungen von Poursiugues waren:
- Poursieugues (1750, Karte von Cassini),
- Poursiubes (1793 und 1801, Notice Communale bzw. Bulletin des lois) und
- Poursiugues (1863, Dictionnaire topographique de la France).[6][4][5]

Das Toponym von Boucoue ist zumindest seit dem Eintrag in der Karte von Cassini unverändert geblieben.

### Einwohnerentwicklung
Nach dem Zusammenschluss der beiden ehemaligen Gemeinden wurde in der Mitte des 19. Jahrhunderts ein Höchststand der Einwohnerzahl von 435 erreicht. In der Folgezeit reduzierte sich die Zahl bei kurzen Erholungsphasen bis zu den 1990er Jahren auf ein Niveau von rund 200 Einwohnern, das bis heute gehalten wird.
| Jahr      | 1962 | 1968 | 1975 | 1982 | 1990 | 1999 | 2006 | 2009 | 2022 |
| --------- | ---- | ---- | ---- | ---- | ---- | ---- | ---- | ---- | ---- |
| Einwohner | 252  | 248  | 229  | 208  | 204  | 204  | 200  | 201  | 184  |

## Sehenswürdigkeiten

### PfarrkircheSaint-Loup-de-Sensin Poursiugues
Sie ist Lupus von Sens geweiht. Die Pfarrgemeinde entschloss sich, nach dem Zusammenschluss der beiden Gemeinden Poursiugues und Boucoue die Pfarrkirche von Poursiugues als Pfarrkirche anzunehmen und die ehemalige Pfarrkirche von Boucoue zur Kapelle herabzustufen. Gegen Ende des 19. Jahrhunderts wurde die Pfarrkirche jedoch bald als zu veraltet angesehen und sie wurde durch einen Neubau nach Plänen des Architekten Séron aus Saint-Sever ersetzt. Der Bau erfolgte auf einem Grundstück, das die Familie Duparcq-Billère gestiftet hatte. Einen Teil der Finanzierung trug die Pfarrgemeinde bei, der restliche Teil von 4.500 Francs wurde vom französischen Staat beigesteuert. Die frühere Kirche wurde schließlich um 1900 abgerissen. Die heutige Kirche ist mit einem Langhaus mit drei Kirchenschiffen, einem Glockenturm über dem Eingangsvorbau mit einem polygonalen, mit Schiefer gedeckten Helm und einer doppelten Sakristei ausgestattet. Drei Glasfenster sind Werke des Glasmalers Louis Gesta.
Der Chor enthält den Hauptaltar mit seinem Retabel. Er ist mit einem Netz von Arkaden aus geschnittenem Holz überzogen. Eine Girlande mit einem Cherub und Flachreliefe mit Darstellungen einer Büste von Maria auf der linken Seite und Johannes dem Täufer auf der rechten Seite dienen als Verzierungen. Auf der Tür des Tabernakels ist eine Monstranz abgebildet, eingerahmt von zwei nach innen gewölbten Nischen, links mit einem Bischof und rechts mit dem Apostel Petrus besetzt. An den Seiten befinden sich weitere gebogene Nischen mit jeweils einem Bischof. Ein Kreuz auf dem Tabernakel komplettiert das Gesamtwerk. Der Tabernakel datiert aus der zweiten Hälfte des 18. Jahrhunderts und stammt vermutlich aus der früheren Pfarrkirche, der neugotische Altar ist zwischen 1840 und 1850 angefertigt worden.
Ein kleiner Nebenaltar der Kirche ist Maria gewidmet. Er besteht aus einem Retabel und einem Tabernakel in der Mitte. Der Altar ist mit Blumenmotiven und vergoldeten Darstellungen verschönert und wird von einer Madonna mit Jesuskind überragt.
Die Kirche ist mit zwei Weihwasserbecken aus weißem Marmor ausgestattet, die beide in die Wand eingelassen sind. Eines hat die Form einer Jakobsmuschel und weist auf einen der Pilgerwege nach Santiago de Compostela hin, der durch das Gemeindegebiet führt.

### KapelleSaint-Laurentin Boucoue
Die Laurentius von Rom geweihte Kapelle wurde im 15. oder 16. Jahrhundert an der Stelle einer früheren Kirche errichtet, von der sie den sehr einfachen Grundriss übernahm. Im 19. und im 20. Jahrhundert wurde sie restauriert. Ein einfacher Glockengiebel mit einem kleinen Vordach ragt aus dem Gebäude hervor. Der westliche Eingang besitzt einen geschwungenen Sturz mit einem Kielbogen. Der Boden im einschiffigen Langhaus und in der Sakristei ist bedeckt mit roten Terrakottafliesen aus dem 18. Jahrhundert, in die Motive mit Tierfiguren eingestanzt sind, darunter einen Hirschen und einen Hahn umsäumt von einer Krone aus Blattwerk, das Ganze eingebettet in einem Kreis, der innen eine sägezahnartige Verzierung besitzt. Die Kapelle besitzt außerdem drei scheibenförmige Grabstelen, Hilarri genannt, die vermutlich aus dem 18. Jahrhundert datieren. Sie sind wie die Bodenfliesen und ein Vortragekreuz aus dem 18. Jahrhundert als nationale Kulturgüter registriert.

### Schloss Lassalle in Boucoue
Das L-förmig angeordnete Gebäude stammt aus dem 16. Jahrhundert. In der Mitte des Wohntrakts befindet sich ein Treppenturm mit einem Zwillingsfenster und einem Eingang mit Sturz und Pfosten aus der Zeit der Errichtung des Schlosses. Die anderen Fenster datieren aus dem 18. und 19. Jahrhundert. Ein weiterer Turm ist an der südwestlichen Seite angebaut. Das Schloss befindet sich in Privatbesitz.

## Wirtschaft und Infrastruktur
Die Landwirtschaft ist traditionell der wichtigste Wirtschaftsfaktor der Gemeinde.

### Bildung
Die Gemeinde verfügt über die private Grundschule Calandreta du Soubestre mit 28 Schülerinnen und Schülern im Schuljahr 2017/2018. Es handelt sich hierbei um eine Calandreta.

Logo des Jakobswegs

### Sport und Freizeit
- Der Fernwanderweg GR 65 von Genf nach Roncesvalles führt durch das Zentrum von Boucoue. Er folgt der Via Podiensis, einem der vier historischen Jakobswege.[20]

- Jährlich Anfang Juni wird in Poursiugues-Boucoue ein Run and Bike ausgetragen, ein Wettbewerb mit den Einzeldisziplinen Laufen und Radfahren.

### Verkehr
Poursiugues-Boucoue wird durchquert von den Routes départementales 32 und 946, der ehemaligen Route nationale 646.